# Nyololo
Nyololo è una circoscrizione mista (mixed ward) della Tanzania situata nel distretto di Mufindi, regione di Iringa. Conta una popolazione di 11 979 abitanti (censimento 2012).